# DAC 1904 Dunajská Streda
DAC Dunajská Streda, właśc. Football Club Dunajskostredský Atletický Club 1904 (skrót. FC DAC 1904) – słowacki klub piłkarski, grający obecnie w pierwszej lidze słowackiej, mający siedzibę w mieście Dunajská Streda, leżącym na Małej Nizinie Naddunajskiej.

## Historia
Klub został założony w 1904 roku jako Dunaszerdahelyi Atlétikai Club, gdy Słowacja była częścią Austro-Węgier. W 1987 roku zdobył zarówno Puchar Słowacji, jak i Puchar Czechosłowacji. W sezonie 1987/1988 wystąpił w Pucharze Zdobywców Pucharów, jednak odpadł w pierwszej rundzie po dwumeczu z BSC Young Boys ze Szwajcarii (2:1, 1:3). W tamtym sezonie DAC zajął 3. miejsce w lidze, najwyższe w swojej historii i awansował do Pucharu UEFA. W pierwszej rundzie okazał się lepszy od szwedzkiego Östers IF (0:2, 6:0), ale w rundzie drugiej DAC odpadł z Bayernem Monachium dwukrotnie przegrywając – 1:3 i 0:2. W sezonie 1993/1994 klub ponownie wystąpił w Pucharze UEFA, ale odpadł z niego po dwumeczu z SV Salzburg. W 2000 roku zespół spadł z pierwszej ligi. W 2008 roku zespół ponownie pojawił się w ekstraklasie. 

### Chronologia nazw
- 1904: Dunaszerdahelyi Atlétikai Club (DAC)
- 1908: Dunaszerdahelyi Sport Egylet (DSE)
- 1920: Dunaszerdahelyi Atlétikai Club (DAC)
- 1934: Dunaszerdahelyi Torna Club (DTC)
- 1941: Dunaszerdahelyi Labdarúgó Egyesület (DLE)
- 1945: Základná športová jednota (ZŠJ) Stavokombinát Dunajská Streda
- I połowa lat 50. XX wieku: Dobrovoľná športová organizácia (DŠO) Spartakus Dunajská Streda
- 1956: Telovýchovná jednota (TJ) Slavoj Dunajská Streda
- lata 60. XX wieku: Telovýchovná jednota (TJ) Jednota Dunajská Streda
- 1968: Telovýchovná jednota Dunajskostredský atletický club (TJ DAC)
- 1974: Telovýchovná jednota Dunajskostredský atletický club (TJ DAC) Poľnohospodár
- 1993: Futbalový club Dunajskostredský atletický club (FC DAC)
- 1994: Futbalový club Marat–Dunajskostredský atletický club (FC Marat–DAC)
- 1994: Prvý futbalový club Dunajskostredský atletický club–Gemer (1.FC DAC–Gemer)
- 1996: Prvý futbalový club Dunajskostredský atletický club (1.FC DAC)
- 2000: Futbalový klub Dunajskostredský atletický club 1904 (FC DAC 1904) a.s.
- 2009: Futbalový Klub Dunajkostredsky Atleticky Club 1904 Dunajská Streda (FK DAC 1904)
- 2014: Football Club Dunajkostredsky Atleticky Club 1904 (FC DAC 1904) a.s.

Źródło: fcdac.sk, claudionicoletti.eu

## Sukcesy
- Puchar Słowacji
  - zwycięstwo (1): 1987[11]
- Puchar Czechosłowacji
  - zwycięstwo (1): 1987[12]

## Europejskie puchary
Legenda do wszystkich tabel:
- Q – runda eliminacyjna, 1/16, 1/8, 1/4, 1/2 – odpowiednia faza rozgrywek, Grupa – runda grupowa, 1r gr – pierwsza runda grupowa, 2r gr – druga runda grupowa, F – finał, R – runda, PO – play-off
- k. – rzuty karne, los. – losowanie, Dogr. – dogrywka, w. – zasada bramek strzelonych na wyjeździe

| Sezon   | Rozgrywki                 | Runda | Przeciwnik       | Dom            | Wyjazd         | Ogólnie        |
| ------- | ------------------------- | ----- | ---------------- | -------------- | -------------- | -------------- |
| 1987/88 | Puchar Zdobywców Pucharów | Q     | AEL Limassol     | 0–1            | 5–1            | 5–2            |
| 1987/88 | Puchar Zdobywców Pucharów | 1R    | BSC Young Boys   | 2–1            | 1–3            | 3–4            |
| 1988/89 | Puchar UEFA               | 1R    | Östers IF        | 0–2            | 6–0            | 6–2            |
| 1988/89 | Puchar UEFA               | 2R    | Bayern Monachium | 1–3            | 0–2            | 1–5            |
| 1993/94 | Puchar UEFA               | 1R    | Austria Salzburg | 0–2            | 0–2            | 0–4            |
| 2018/19 | Liga Europy               | 1Q    | Dinamo Tbilisi   | 1–1            | 2–1            | 3–2            |
| 2018/19 | Liga Europy               | 2Q    | Dynama Mińsk     | 1–3            | 1–4            | 2–7            |
| 2019/20 | Liga Europy               | 1Q    | Cracovia         | 1–1            | 2–2            | 3–3, Dogr., w. |
| 2019/20 | Liga Europy               | 2Q    | Atromitos        | 1–2            | 2–3            | 3–5            |
| 2020/21 | Liga Europy               | 1Q    | FH               | 2–0 (W)        | 2–0 (W)        | 2–0 (W)        |
| 2020/21 | Liga Europy               | 2Q    | FK Jablonec      | 5–3 (D), Dogr. | 5–3 (D), Dogr. | 5–3 (D), Dogr. |
| 2020/21 | Liga Europy               | 3Q    | LASK Linz        | 0–7 (W)        | 0–7 (W)        | 0–7 (W)        |
| 2021/22 | Liga Konferencji Europy   | 2Q    | Partizan         | 0–2            | 0–1            | 0–3            |
| 2022/23 | Liga Konferencji Europy   | 1Q    | Cliftonville     | 2–1            | 3–0            | 5–1            |
| 2022/23 | Liga Konferencji Europy   | 2Q    | Víkingur Gøta    | 2–0            | 2–0            | 4–0            |
| 2022/23 | Liga Konferencji Europy   | 3Q    | FCSB             | 0–1            | 0–1            | 0–2            |
| 2023/24 | Liga Konferencji Europy   | 1Q    | Dila Gori        | 2–1            | 0–2            | 2–3            |
| 2024/25 | Liga Konferencji          | 2Q    | Zirə Baku        | 1–2            | 0–4            | 1–6            |

## Aktualny skład
Aktualny na dzień 27 lipca 2022
| Nr | Poz. | Piłkarz                |
| -- | ---- | ---------------------- |
| 1  | BR   | Ricardo Ferreira       |
| 5  | OB   | Ahmet Muhamedbegović   |
| 6  | PO   | Andrija Balić          |
| 7  | PO   | Norbert Balogh         |
| 8  | PO   | Milan Dimun            |
| 9  | NA   | János Hahn             |
| 11 | NA   | Zuberu Sharani         |
| 13 | PO   | Zsolt Kalmár (kapitan) |
| 14 | OB   | Andrejs Cigaņiks       |
| 16 | OB   | Mateus Brunetti        |
| 17 | NA   | Yhoan Andzouana        |
| 18 | NA   | Ákos Szendrei          |
| 19 | PO   | Sainey Njie            |
| 20 | PO   | Dominik Veselovský     |
| 21 | NA   | Brahim Moumou          |
| 22 | BR   | Dániel Veszelinov      |

| Nr | Poz. | Piłkarz                                 |
| -- | ---- | --------------------------------------- |
| 23 | NA   | Martin Rymarenko                        |
| 24 | OB   | Dominik Kružliak (wicekapitan)          |
| 25 | PO   | Máté Szolgai                            |
| 27 | PO   | Ammar Ramadan                           |
| 28 | OB   | César Blackman                          |
| 31 | OB   | Eric Davis                              |
| 33 | OB   | Damián Kachút                           |
| 44 | OB   | Spiros Riswanis                         |
| 45 | NA   | Nikola Krstović                         |
| 66 | PO   | Miroslav Káčer (wyp. z Viktorii Pilzno) |
| 74 | PO   | Regő Szánthó (wyp. z Ferencvárosi TC)   |
| 77 | PO   | Sebastian Nebyla                        |
| 78 | OB   | Alex Pinto                              |
| 98 | NA   | Ion Nicolăescu                          |
| 99 | BR   | Samuel Petráš (wyp. z MŠK Žiliny)       |